# Municipio de Lindesberg
Lindesberg (en sueco: Lindesbergs kommun) es un municipio de la provincia de Örebro, en el centro-sur de Suecia. Su sede se encuentra en la ciudad de Lindesberg. El municipio actual se creó en 1971 cuando la antigua ciudad de Lindesberg y Frövi se fusionaron.

## Localidades
Hay 9 áreas urbanas (tätort) en el municipio:
| # | Tätort      | Población |
| - | ----------- | --------- |
| 1 | Lindesberg  | 9729      |
| 2 | Frövi       | 2534      |
| 3 | Storå       | 1934      |
| 4 | Fellingsbro | 1393      |
| 5 | Vedevåg     | 668       |
| 6 | Gusselby    | 286       |
| 7 | Rockhammar  | 263       |
| 8 | Stråssa     | 262       |
| 9 | Ramsberg    | 215       |

## Ciudades hermanas
Lindesberg está hermanado o tiene tratado de cooperación con:
- Oppdal, Noruega
- Jammerbugt, Dinamarca
- Haßberge, Alemania
- Frunzensky, Rusia